# Heterotrissocladius grimshawi
Heterotrissocladius grimshawi är en tvåvingeart som först beskrevs av Edwards 1929.  Heterotrissocladius grimshawi ingår i släktet Heterotrissocladius, och familjen fjädermyggor. Arten är reproducerande i Sverige.